# Klemmettjärnarna (Hotagens socken, Jämtland, 712223-144438)
Klemmettjärnarna är en sjö i Krokoms kommun i Jämtland och ingår i Ångermanälvens huvudavrinningsområde. Sjön har en area på 0,224 kvadratkilometer och ligger 667,4 meter över havet. Klemmettjärnarna ligger i Gråberget-Hotagsfjällen Natura 2000-område.

## Delavrinningsområde
Klemmettjärnarna ingår i det delavrinningsområde (712294-144401) som SMHI kallar för Utloppet av Klemmettjärnarna. Medelhöjden är 740 meter över havet och ytan är 2,49 kvadratkilometer. Räknas de 2 avrinningsområdena uppströms in blir den ackumulerade arean 3,57 kvadratkilometer. Vattendraget som avvattnar avrinningsområdet har biflödesordning 5, vilket innebär att vattnet flödar genom totalt 5 vattendrag innan det når havet efter 283 kilometer. Avrinningsområdet består mestadels av skog (64 procent) och kalfjäll (27 procent). Avrinningsområdet har 0,22 kvadratkilometer vattenytor vilket ger det en sjöprocent på 9 procent.